# Zajíc von Hasenburg

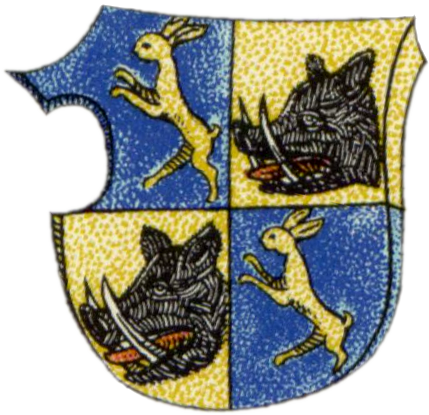
Wappen

Das Geschlecht der Zajíc von Hasenburg (auch Hase von Hasenburg, tschechisch Zajícové z Hazmburka) war ein böhmisches Uradelsgeschlecht.

## Geschichte

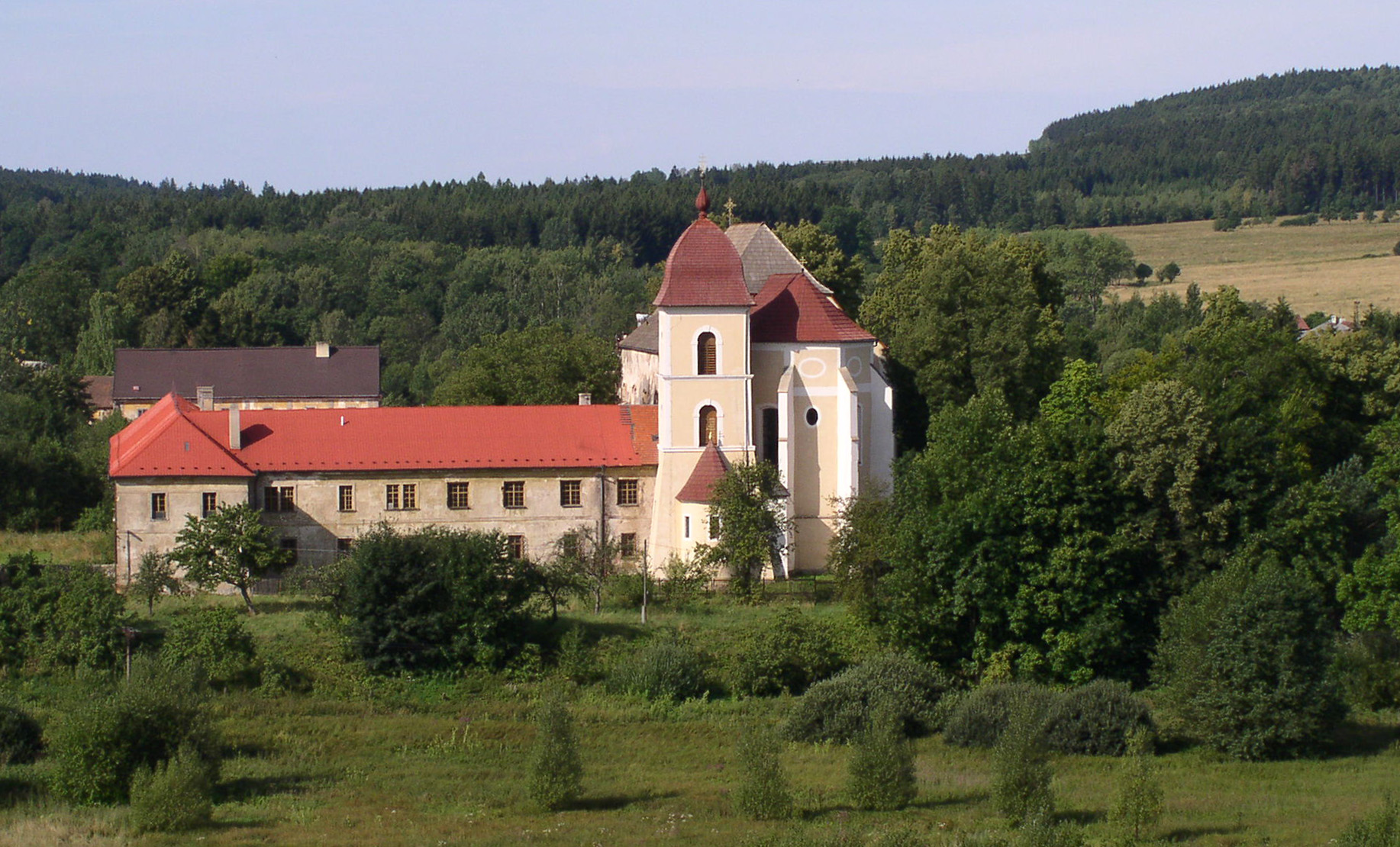
Kloster der hl. Dobrotiva in Zaječov

Die späteren Herren Zajíc von Hasenburg entstammten dem Vladikengeschlecht Buzický von Buzice, das nach dem verkürzten, seit dem 10. Jahrhundert vererbten Vornamen Budislaw „Buz“ benannt war und auf der Feste Buzice saß. Die von Hasenburg sind gleicher Herkunft mit den böhmischen von Schellenberg (Šelmberkové), die sich nach der Burg Šelmberk bei Jung Woschitz im altböhmischen Taborer Kreis nannten. Mit Ulrich von Buzice, 1265 Oberstburggraf zu Prag und Mundschenk des Königs von Böhmen, nannten sie sich urkundlich 1262 als Gründer des Klosters der hl. Dobrotivá (Klášter sv. Dobrotivá, auch Klášter Zaječov) bei Zbiroh „Zageczecz“ (deutsch der Hase), nach dem Hasen in ihrem Wappenbild. Von Ulrichs Söhnen
- Ulrich II. Hase (Zagicz), Herr der Burg Žebrák bei Horzowitz in Westböhmen; † 1281, und
- Zbislaw, Königlich böhmischer Oberstkämmerer, der 1292 in Prag ermordet wurde, stammen die späteren Hase bzw. Zajícové ab, die auf der nach ihnen benannten Hazmburk bei Raudnitz siedelten.

Sie nahmen in der ältesten böhmischen Herrenstandsordnung vom Jahr 1501 den vierten Rang ein. Von 1350 bis 1663 waren sie im Königreich Böhmen Oberst-Erbland-Truchsesse. Während der Herrschaft der Luxemburger gehörten sie zu den bedeutendsten Hochadelsfamilien des böhmischen Herrenstands, verloren jedoch später an Bedeutung. Mit Jaroslaw von Hasenburg auf Radoschin (Jaroslav Zajíc z Hazmburka na Radošině) erloschen sie 1663 in Mannesstamm.

## Wappen, seit 1356 nachweisbar
Geviert, 1 und 4 in Blau ein rechtsgewandter, aufrecht zum Sprung geduckter goldener Hase; 2 und 3 in Gold ein rechtsgewandter abgeledigter schwarzer Eberkopf mit blutiger Schnittfläche, ausgeschlagener roter Zunge und silbernen Stoßzähnen (Stammwappen der Buzici).

## Persönlichkeiten
- Zbyněk (Sbinco) Zajíc von Waldeck auf Žebrák, genannt „Transmarinus“ († 16. März 1368) erwarb 1335 zusammen mit Budin die Burg Klapý im Böhmischen Mittelgebirge bei Libochowitz, die er nach seinem Beinamen Hase (tschechisch Zajíc) in Burg Hazmburk umbenannte. Er war Königlich böhmischer Oberstmundschenk und 1350 erblicher Oberst-Erbland-Truchsess von Böhmen. Seine erste Ehefrau Adla verstarb 1348, in zweiter Ehe war er mit Rynka (Rixa, Regina) aus dem witigonischen Zweig der Landstein verheiratet. Er hatte die Söhne:

1. Hans (Henslin) Hase von Hasenburg († um 1370), ansässig auf Budin, welcher wahrscheinlich den älteren Bruder
2. Hynek Zajíc von Hasenburg († 28. Dezember 1388) hatte. Dompropst und Weihbischof in Prag, Titularbischof von Ladomiria;
3. Wilhelm Zajíc von Hasenburg († 1393), auf Slawietin, zunächst Domherr in Bamberg und Prag; nach der Laisierung Oberst-Erbland-Mundschenk und Landrechtsbesitzer von Böhmen; ⚭ mit Anna von Rwienicz, ansässig auf Libochowitz.

- Zbynko Zajíc von Hasenburg (1402–1411), Erzbischof von Prag und Kanzler der Karls-Universität Prag, musste zeitweise auf seine Burg Raudnitz an der Elbe fliehen, weil er den Gegenpapst Alexander V. erst 1405 anerkannte. Bis 1408 unterstützte er den Reformator Jan Hus, über den er dann am 18. Juli 1410 den Bann verhängte. Auf der Flucht vor König Wenzel IV. zu dessen Halbbruder Sigismund starb der Erzbischof Hasenburg am 28. September 1411 in Pressburg[1].
- Wilhelm II. Hase von Hasenburg (Vilém II. Zajíc z Házmburka), bedrohte Anfang des 15. Jahrhunderts von seiner Burg Hasenburg aus die ganze Gegend. Er kämpfte gegen die Hussiten und eroberte 1420 Schlan. Seiner Ehe mit Anna von Beškovice von Beškovic entstammte der Sohn
  - Zbyněk (Zbinko) III. von Hasenburg (* 1458 † 1. Juli 1463), Oberst-Erbland-Truchsess und Kammermeister von Böhmen. Ihm gehörten neben der Hasenburg, Budin, Osek und Engelsburg. Er stand auf der Seite der Katholiken und bekämpfte den böhmischen König Georg von Podiebrad.
- Johann Hase von Hasenburg auf Budin und Libochowitz (Jan Zajíc z Házmburka na Budyni a Libochovicích; * 1420; † 15. Mai 1495) war höchster Erbmarschall von Böhmen. Er erbaute das Renaissance-Schloss in Libochowitz, wo er seinen Sitz nahm. Von einer Expedition nach Ägypten soll er ein Krokodil mitgebracht haben, dass im Schlosspark lebte und für einen Drachen gehalten wurde.
- Nikolaus I. von Hasenburg auf Libochowitz (Mikuláš I. Zajíc z Libochovic; † 8. Oktober 1459) war von 1436 bis 1451 Oberstlandrichter von Böhmen; ⚭ vor 1414 Škonka von Kunstadt (* um 1398; † 8. Oktober 1459[2]), Erbin der Burg Kost, Tochter des Johann von Kunstadt auf Kost und der Eliška von Wartenberg. Der Ehe entstammten die Kinder

1. Ulrich V., auf Kost und Hradisst († 1472/1473), Landeshauptmann des Erbfürstentums Schweidnitz-Jauer; ⚭ Anna von Častolowitz;
2. Johann von Hasenburg auf Budin († 15. Mai 1495), Kanzler und Oberst-Hoflehensrichter von Böhmen; ⚭ I. Katharina von Častolowitz († 1457); ⚭ II. Anna von Leobschütz († vor dem 18. April 1505), die dem Troppauer Zweig der Přemysliden entstammte;
3. Kunigunde, ⚭ Georg Adam Křinecký von Ronow;
4. Anna von Hasenburg († um 1435), ⚭ Hynek Kruschina von Lichtenburg, Landeshauptmann und Pfandinhaber der Grafschaft Glatz und des Herzogtums Münsterberg.

- Johann Zbinco von Hasenburg (1560–1616) studierte Rechtswissenschaften an der Universität Ingolstadt und wurde von Kaiser Rudolf II. zum Kammerrat ernannt. Er war gelehrt und der Alchemie zugeneigt. Tycho Brahe widmete ihm seine Schrift „Astronomiae instauratae mechanica“. Er ließ das Schloss Budin umbauen und veranlasste den Bau der Schlösser Brozan, Hostinitz und Mšeno. Von 1610 bis 1616 war er Präsident des Appelationsgerichtes in Prag. Wegen Überschuldung verlor er den größten Teil seines Vermögens. Er musste Brozan und Mšeno verkaufen und schließlich 1614 auch die Burg Budin an Adam von Sternberg. Seiner Ehe mit Polyxena Minkwitz von Minkwitzburg entstammten:

1. Johann Nikolaus IV. (* um 1590), Oberstleutnant; † 1631 vor Breslau;
2. Anna Maria, ⚭ Ferdinand von Nogarola di Nadano;
3. Jaroslaw von Hasenburg auf Radoschin (Jaroslav Zajíc z Hazmburka na Radošině), kaiserlicher Kämmerer, ⚭ Esther Juliane, verwitwete von Wahl, geborene Freiin Herzan von Harras[3]. Starb 1663 als letzter Namensträger der Hase von Hasenburg.